# MediaWiki

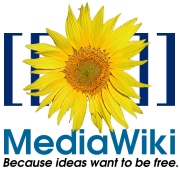
Il logo originario di MediaWiki usato fino al 1º aprile 2021

MediaWiki è un diffuso software libero wiki per il web essendo, dal punto di vista architetturale, un SaaS. Sviluppato dalla Wikimedia Foundation per Wikipedia, MediaWiki è utilizzato per tutti i progetti della già citata organizzazione, ma viene adottato anche da siti web wiki di terze parti (alcuni esempi sono Fandom e WikiHow). Si tratta di un Content Management System scritto in PHP che utilizza un database relazionale MySQL o PostgreSQL per l'archiviazione dei dati. È un software libero distribuito con licenza GNU GPL.
Il nome è un anagramma di "Wikimedia", mentre il logo originario (usato fino al 1º aprile 2021) rappresenta come il suo linguaggio di markup usi le doppie parentesi quadre ("[[","]]") per creare collegamenti ipertestuali. MediaWiki è in grado di interfacciarsi con altri programmi opzionali, per migliorare prestazioni e funzionalità. Il supporto per memcached, il sistema Squid cache e il rendering di TEX math, sono tutti disponibili nell'attuale versione. Un sistema di estensioni permette di aggiungere funzionalità e interfacce aggiuntive.

## Sviluppo del software
MediaWiki è stato scritto originariamente per Wikipedia da Magnus Manske. Wikipedia utilizzava inizialmente UseModWiki (noto anche come "Phase I") ed è passata alla nuova versione ("Phase II") il 25 gennaio 2002. Nel maggio 2003 si è passati alla versione 1.3 e nel dicembre 2004 alla 1.4.
Una successiva versione riscritta e migliorata del software Phase II era un tempo nota come "Phase III". È stata poi rinominata MediaWiki riconoscendo come il software fosse in grado di supportare non solo Wikipedia, ma anche altri progetti, e che fosse necessario un più significativo sistema di numerazione delle versioni.
Il software è stato chiamato MediaWiki come gioco di parole basato sul nome della Wikimedia Foundation, la fondazione statunitense che tutela Wikipedia e i suoi progetti fratelli, tutti funzionanti su MediaWiki.
MediaWiki è attualmente fornito con i necessari accessori per essere fruibile su smartphone.

## Licenza
MediaWiki è un software libero distribuito con licenza GNU GPL v2+. La sua documentazione è disponibile sotto licenza Creative Commons BY-SA 3.0 ma alcune sue parti sono nel pubblico dominio. Nello specifico, i manuali e gli altri contenuti di mediawiki.org sono pubblicati con licenze Creative Commons, mentre il set di pagine d'aiuto specifiche del software sono di pubblico dominio per permetterne una copia libera e priva di vincoli su qualsiasi nuova installazione del software. In questo modo si evitano i problemi legali che si riscontravano nell'importare le pagine d'aiuto nei wiki che usano licenze incompatibili con quelle Creative Commons.

## Markup
| Sintassi MediaWiki | HTML equivalente | Output reso |
| --- | --- | --- |
| ==== Un dialogo ==== "Prendi un po' più di [[tè]]", disse la Lepre Marzolina ad Alice, molto seriamente. "Non ne ho ancora avuto per niente", replicò Alice in tono offeso, "quindi non posso prenderne un po' di più". "Vuoi dire che non puoi prenderne ''di meno''", disse il Cappellaio: "è '''molto''' più facile prendere ''più'' di niente, che meno." | <h4><span class="mw-headline" id="Un_dialogo">Un dialogo</span></h4> <p>"Prendi un po' più di <a href="/wiki/T%C3%A8" title="Tè">tè</a>", disse la Lepre Marzolina ad Alice, molto seriamente. </p><p>"Non ne ho ancora avuto per niente", replicò Alice in tono offeso, "quindi non posso prenderne un po' di più". </p><p>"Vuoi dire che non puoi prenderne <i>di meno</i>", disse il Cappellaio: "è <b>molto</b> più facile prendere <i>più</i> di niente, che meno." </p> | "Prendi un po' più di tè", disse la Lepre Marzolina ad Alice, molto seriamente. "Non ne ho ancora avuto per niente", replicò Alice in tono offeso, "quindi non posso prenderne un po' di più". "Vuoi dire che non puoi prenderne di meno", disse il Cappellaio: "è molto più facile prendere più di niente, che meno." |